# Seprewa
 (mai 2020).
Si vous disposez d'ouvrages ou d'articles de référence ou si vous connaissez des sites web de qualité traitant du thème abordé ici, merci de compléter l'article en donnant les références utiles à sa vérifiabilité et en les liant à la section « Notes et références ».
Le seprewa , également connu sous le nom seperewa ou sanku, est une harpe-luth  spécifique au peuple Akan du Ghana, semblable aux instruments de musique à cordes que l'on trouve dans toute l'Afrique de l'Ouest comme la "Dagaare", la kora, le "Gere duu" et le "Baoule aloko"

## Description
Cet instrument hybride d'Afrique noire se présente sous la forme d'une variété d'arc musical ou de cithare mais avec des éléments propres à la technique de jeu de la harpe, notamment grâce à un haut chevalet similaire à celui des harpes-luths. Précisons que le terme de cithare ne convient pas à la harpe angulaire d'Afrique centrale qui se joue droite et verticale et non à plat sur les genoux comme se joue une harpe chromatique ou cithare.
Le seperewa se classe dans la famille des cordophones harpes-luth. Les instruments modernes comportent généralement entre dix et quatorze cordes, fixées sur un chevalet droit, elles sont rattachées au manche de l'instrument en s'enroulant directement autour de lui. Le Seperewa  est reconnaissable à sa caisse de résonance en bois de forme carrée. qui diffère des résonateurs à calebasse des luths à harpe mandingue comme le kora ou le Kamele ngoni . Ils se jouent soit avec les pouces, soit rarement avec les index ou l'arc. Le son est produit sur eux en mettant les cordes en vibration 

## Histoire
Au XVIIe siècle, l'instrument était connu sous le nom de "sanku". A cette époque  l'empereur Osei Tutu qui régna sur Empire ashanti de 1701 à 1717, avait déjà intégré dans le répertoire musical des éléments inspirés du  de la communauté mandingue. Différentes harpes-luth similaires au sanku étaient autrefois exclusivement joués dans le nord du Ghana, qui était culturellement beaucoup plus influencé par l'empire du Mali. Le seperewa était utilisé pour divertir les rois, progressivement il fut joué dans des bars et lors de funérailles. L'apport de la culture britannique, à la fin du XIXe siècle, provoqua le déclin de l'instrument au profit de l'introduction de la guitare qui produisait de nouveaux accords et modèles de musique occidentale. néanmoins, au début du 20e siècle, lorsque les royaumes Akan ont été incorporés dans la colonie de la Gold Coast et que le christianisme a été introduit par des missionnaires britanniques, la seprewa a retrouvé une utilisation dans les églises.

## Méthode de jeu
Seperewa peut être joué dans différentes positions. Le joueur peut jouer en étant assis avec l'instrument posé sur ses genoux, le manche de l'instrument debout. Il peut également jouer en position debout, l'instrument tenu fermement dans l'aine pour gagner suffisamment de soutien, le cou orienté perpendiculairement dans la même direction. Le grattage et le pincement sont les deux techniques de base appliquées et elles sont effectuées par les pouces et les index avec une aide occasionnelle du majeur. Le joueur de Seprewa peut même danser pendant qu'il joue ou faire des mouvements dramatiques.

## Artistes notoires
- Osei Kwame Korankye
- Baffour Kyeremateng
- Kay Benyarko